# 奈群島
奈群島（英語：Nye Islands）是南極洲的群島，位於威爾克斯地，處於米德格雷島和鴿子島之間，屬於風車群島的一部分，根據美國海軍拍攝空中照片繪入地圖，現時由南極條約體系管理。
 本条目引用的公有领域材料来自美国地质调查局的文档 《奈群島》 （資料來自地名信息系统）。